# Холм-Жирковський район
Холм-Жирковський район (рос. Холм-Жирковский район) — адміністративна одиниця Смоленської області Російської Федерації.
Адміністративний центр — смт Холм-Жирковський.

## Географія
Межує з Духовщинським, Ярцевським, Сафоновським і Новодугінським районами і Тверською областю. Площа району — 2,033 тис. км².

## Історія
Територія сучасного району до 1929 року перебувала у складі Більського повіту - адміністративної одиниці у складі Ризької губернії, Смоленського намісництва і Смоленської губернії, що існувала в 1708 - 1929 роках.
Холмівська волость існувала в 1861 — 1929 роках, в 1929 було утворено Холм-Жирковський район, у складі Західної області. В 1937 році район увійшов до складу Смоленської області.
В 1961 році до складу Холм-Жирковського району увійшла частина території скасованого Дніпровського району Смоленської області. В 1963 році приєднано до Сафоновського району. Відновлено в 1965 році.

## Адміністративний поділ
До складу району входять одне міське та 14 сільських поселень:
| Муніципальне утворення            | Чисельність населення, ос. | Площа, км² | Адміністративний центр      |
| --------------------------------- | -------------------------- | ---------- | --------------------------- |
| Холм-Жирковське міське поселення  | 4 257                      | 14,39      | смт Холм-Жирковський        |
| Агібаловське сільське поселення   | 405                        | 83,65      | село Агібалово              |
| Батуринське сільське поселення    | 364                        | 482,5      | село Батурино               |
| Богдановське сільське поселення   | 1 013                      | 169,56     | село Боголюбово             |
| Болишевське сільське поселення    | 300                        | 84,56      | село Болишево               |
| Ігоревське сільське поселення     | 2 380                      | 4,83       | станція Ігоревська          |
| Канютинське сільське поселення    | 425                        | 104,24     | станція Канютино            |
| Лехмінське сільське поселення     | 309                        | 69,6       | село Лехміно                |
| Нахімовське сільське поселення    | 492                        | 74,32      | село Нахімовське            |
| Нікітинське сільське поселення    | 372                        | 8          | станція Нікітинка           |
| Печатниковське сільське поселення | 371                        | 74,32      | село Печатники              |
| Пігулінське сільське поселення    | 391                        | 11,8       | село Пігуліно               |
| Стешинське сільське поселення     | 379                        | 76,5       | село Стешино                |
| Томське сільське поселення        | 375                        | 350        | село Верхов'є               |
| Тупиковське сільське поселення    | 860                        | 150        | станція Владимирський Тупик |